# 精灵旅社
《鬼靈精怪大酒店》（英語：Hotel Transylvania）是一部於2012年上映的美国電腦動畫怪物喜劇電影，由索尼动画制作，哥伦比亚电影公司发行。导演为格恩迪·塔塔科夫斯基。亞當·山德勒、賽琳娜·戈梅茲、安迪·山伯格、凱文·詹姆斯 (演員、法蘭·卓雪、乔恩·洛维兹、希洛·格林（Cee Lo Green）、史蒂夫·布西密、摩麗·蘇恩（Molly Shannon）和大衛·史派德等人担任配音演员。美国于2012年9月28日上映，中国大陆于2013年11月1日上映。获得2013年第70届金球奖最佳动画电影提名。續集《尖叫旅社2》於2015年9月25日上映，電視動畫《鬼靈精怪大酒店》已於2017年6月25日在迪士尼頻道開播。

## 剧情
1895年，吸血鬼德古拉伯爵為了將女兒梅菲絲平安撫養長大，在郊區蓋了一間旅館，專門收留妖怪，讓牠們在旅館裡盡情玩耍，不用担心人类攻击。
时间到了现在，梅菲絲的118岁生日（成年）即将到来，在那天晚上，梅菲丝想出去看世面，一向都拒絕梅菲丝踏出旅館的德古拉，這次卻允许梅菲丝出門，不过仅仅是到坟场那边的小村庄。尽管众怪物反对，但德古拉还是让梅菲丝去了。梅菲丝並不知道，那座小村莊是德古拉，為了保護女兒遠離人類的迫害所蓋的假村庄，德古拉一路跟着梅菲丝，然后让僵尸扮的村民出来恐吓梅菲丝。一个僵尸用干草叉刺中另一个僵尸，被刺中的僵尸不小心用火把点着了其他僵尸，梅菲丝很惊讶，觉得德古拉说的是对的，人類都很野蠻，立即跑了。回来后，德古拉来看望并安慰梅菲丝，觉得一切都办妥了，女儿不会被人类伤害了。
回到大厅，看到了人類强纳森进来了，德古拉马上拦住并质问强纳森怎么来的。原来强纳森来登山，被德古拉選擇用來遠離人類，來保護旅社的幽靈森林所吸引，但不小心摔了下来，正好看到那个村庄，和着火的僵尸，並跟蹤僵尸找到了旅馆。强纳森原以为这是一个化妆舞会，德古拉就順水推舟的把强纳森打扮成科学怪人的样子，并想方设法将强纳森送出去，不讓其他來旅社的怪物發現他的真實身份，强纳森中途被怪物吸引，接着发现來这儿的都是真的怪物，一阵驚嚇疯狂狂奔之后撞上了正在下楼的梅菲丝。两人这时有一种奇怪的感觉（一见钟情-『叮』），德古拉马上跑来带走了强纳森，准备从窗子将强纳森带出去，但是又碰上了梅菲丝，德古拉只好说强纳森是来帮助策划庆典的，并在一阵搪塞后送走了梅菲丝，然后带着强纳森走地道。
德古拉不熟悉地道，誤打誤撞碰上了怪物们在彩排，德古拉前去应付，让强纳森躲在门后。这时梅菲丝又出现了，强纳森被蜘蛛吓到暴露了，一阵搪塞后强纳森成了科学怪人的表弟，并看了怪物的表演。强纳森将老派歌曲改成現代摇滚，得到了大家的喜爱。然而德古拉不同意更改任何节目。几场节目因为有强纳森而变得有趣，德古拉很不高兴，驱逐强纳森，并消除了强纳森的记忆。由于强纳森戴着隐形眼镜，无法消除记忆，德古拉就恐吓强纳森再回来就吸强纳森的血。强纳森不高兴的走着，遇上了梅菲丝，梅菲丝将强纳森带上了屋顶，一阵交谈后强纳森带着梅菲丝看日出，结果掉下屋顶，掉在了在下面蒸桑拿放鬆，且以為强纳森走遠的德古拉怀里。德古拉只好将强纳森带到一个大厅，用法力命令强纳森面壁，自己则移动桌子。强纳森发现了桌子的特别之处（叫一下桌子编号可以让桌子自己动起来），挣脱了束缚之后强纳森玩起了桌子，德古拉一開始試圖阻止强纳森，後來演變成有趣的桌子競速，结果撞上了一个守卫，两人掉了下来。
旅館的廚師钟楼怪人，他所飼養的老鼠多次在旅館聞到人類的味道，但都被德古拉矇混帶過，桌子競速玩的十分高兴的德古拉，发现强纳森被钟楼怪人抓走並且想要把他做成人肉馅饼。德古拉立刻让守卫抓住钟楼怪人，这时梅菲丝出现，询问强纳森的下落，德古拉起了疑心，認為梅菲丝也被强纳森『叮』了，被梅菲丝搪塞过去。守卫没能抓住钟楼怪人，德古拉赶紧前往厨房救下强纳森，由于强纳森被钟楼怪人的老鼠吓到，怪物是不會被老鼠吓到的，钟楼怪人认定强纳森就是人类，并大声呼喊，被德古拉只好用法力定住他。德古拉将强纳森带进一个房间，强纳森认出了墙上画像中的女子，并说了关于這位女子的传说。画上的女子碰上了一个伯爵，两人一见钟情，婚后有一个孩子，并住在一个城堡中。一个晚上，城堡失火，两人都死了。这时德古拉说传说是错的，并揭开画像的另一半，画像上另一个人就是德古拉。當時的人類並不歡迎怪物，那场火是人类放的，德古拉本来让妻子玛莎带着女兒梅菲丝先走，自己來抵抗着人类，然而玛莎先遇害了，德古拉只好自己带着梅菲丝逃走。德古拉告诉强纳森，梅菲丝已经爱上强纳森了，然而强纳森在聽完德古拉的故事後，認為現在的環境或許跟以前一樣，怪物與人類不能相愛，不想伤害到梅菲丝与德古拉，决定离开，但是德古拉想让梅菲丝有个难忘的舞会，想让强纳森来策划，于是强纳森留下了一晚。
舞会上，大家都十分高兴，德古拉也来表演，强纳森给梅菲丝展示了自己的独特策划，梅菲丝十分喜欢，并带走强纳森，与强纳森接吻。这被德古拉发现，梅菲丝认为自己已经不是小孩了，想自己探索世界，并提出要再去看那个村庄。德古拉只好承认村庄是自己盖得，这让所有怪物都驚訝了。德古拉解释了自己的苦衷，这让梅菲丝十分生气。这时钟楼怪人出现，让大家理解了他的意思（他被定住，说话说不清），大家得知强纳森是人类，都乱了，强纳森也在混乱中现出原来的样子。梅菲丝仍然爱着强纳森，拥抱强纳森，强纳森看到德古拉的生气表情，找借口说自己讨厌怪物，傷心的离开了城堡。德古拉上前安慰梅菲丝，引起梅菲丝不諒解，變成蝙蝠飞走了，參加舞會的怪物們，也都認為旅舍內居然會有人類而离开了，並且說再也不会在来了。
晚上德古拉前来看望梅菲丝，在屋顶上找到了梅菲丝。梅菲丝坦诚自己爱上了强纳森，将自己怀中的书给了德古拉。那本书是玛莎送给梅菲丝的118岁生日礼物，里面讲述了玛莎与德古拉的故事，并告诉梅菲丝，梅菲丝会找到自己的另一半(一生只有一次真愛)。德古拉反省了自己的所作所为，意识到自己的过错。清晨，怪物們前来退房，德古拉告诉大家梅菲丝爱上了强纳森，一生只有一次真愛，他為了保護女兒反對了這段戀情，他做錯了，强纳森與梅菲丝的愛是珍貴的，得到了大家响应。大家立即坐上车，寻找强纳森。追踪强纳森的气味，得知强纳森将坐早晨8点的飞机离开，这时太阳升起，德古拉冒烟，继续前往机场。
到达小镇后大家发现小镇举办怪物节，所有人扮成怪物。去机场只有一条路，而路被游人堵死了，隐形人划根火柴让科学怪人发狂了（他怕火），科学怪人让人知道梅菲丝爱上强纳森，而强纳森在机场就要离开。于是人们让开一条路让德古拉赶去机场，德古拉這時意識到並不是所有人類都討厭怪物。
到了机场，德古拉看到了强纳森，但是飞机已经起飞，德古拉只好冒着暴露在阳光下的危险追上飞机，通过用法力控制飞行员（德古拉进不去飞机，两人互相听不清对方说话）用廣播器向强纳森道歉并请求强纳森留下，然后带回了强纳森。
晚会上，所有人登台献唱（德古拉在玛莎死后没唱过歌，这次他也唱歌了），登上桌子飞向天空。

## 配音员
| 配音                              | 配音                 | 配音   | 配音   | 角色                                          |
| 美國                              | 台灣                 | 香港   | 大陸   | 角色                                          |
| --------------------------------- | -------------------- | ------ | ------ | --------------------------------------------- |
| 亞當·山德勒                       | 劉明勳               | 張錦程 | 孟令軍 | 德古拉（Dracula）                             |
| 安迪·萨姆伯格                     | 宥勝                 | 盧富泰 | 王琛   | 強納森/台譯：小怪（Jonathan）                 |
| 赛琳娜·戈麦斯 珊迪·山德勒（幼年） | 吳貴竹               | 麥智鈞 | 楊鳴   | 梅菲絲（Mavis）                               |
| 凯文·詹姆斯                       | 石班瑜               | 陳旭恆 | 劉大航 | 科学怪人（Frank/Frankenstein）                |
| 芙蘭·德西賽爾                     | 姜瑰瑾               | 蘇青鳳 | 陈扬   | 尤妮斯（Eunice）                              |
| 史蒂夫·布西密                     | 楊少文               | 李鎮洲 | 王利軍 | 維恩（Wayne）                                 |
| 茉莉·山隆                         | 魏晶琦               | 劉淑儀 | 牟珈論 | 旺達（Wanda）                                 |
| 大衛·史派德                       | 劉傑                 | 高翰文 | 郭金非 | 隱形人格瑞芬（Griffin the Invisible Man）     |
| 希洛格林                          | 陳彥鈞 于正昇（唱）  | 林澤群 | 楊波   | 木乃伊莫瑞（Murray the Mummy）                |
| 喬恩·拉威茨                       | 魏伯勤               |        | 虞桐偉 | 鐘樓怪人（Quasimodo Wilson）                  |
| 露奈兒                            | 王瑞芹               |        |        | 房客門鈴（Shrunken Head）                     |
| 克里斯·帕內爾                     | 于正昇               |        |        | 蒼蠅先生（Mr.Fly）                            |
| 布萊恩·喬治                       | 符爽                 |        |        | 板甲（Suit of Animated Armor）                |
| 布莱恩·史塔克                     | 曹冀魯               |        |        | 飛行員（Pilot）                               |
| 傑姬·山德勒                       | 楊凱凱               |        | 王曉巍 | 瑪莎（Martha）                                |
| 羅伯·里戈爾                       | 曹冀魯               |        |        | 骷顱頭丈夫（Skeleton Husband）                |
| 保羅·布萊特恩                     |                      |        |        | 殭屍水管工（Zombie Plumber）                  |
| 羅伯特·史米格                     | 符爽                 |        |        | 假德古拉（Fake Dracula）                      |
| 羅伯特·史米格                     |                      |        |        | 馬蒂（Marty）                                 |
| 強尼·索羅門                       |                      |        |        | 精靈人（Gremlin Man）                         |
| 吉姆·懷斯                         | 魏伯勤               |        |        | 一個房客門鈴（A Shrunken Head）               |
| 強尼·索羅門 吉姆·懷斯 布萊恩·馬坎 | 魏伯勤 魏晶琦 吳貴竹 |        |        | 勒拿九头蛇（Hydra Heads）                     |
| 克雷奇·凱爾曼                     |                      |        |        | 尖叫的人（A Guy Who Shouts）                  |
| 布萊恩·馬坎                       | 陳美貞               |        |        | 毛怪（Hairy Monster）                         |
| 詹姆士·C.J·威廉姆斯               |                      |        |        | 擬人建筑工头（Humanoid construction foreman） |

## 评价
爛番茄新鮮度45%，基於141條評論，平均分為5.3/10，而在Metacritic上得到47分，IMDB上得7.1，評價褒貶不一。

## 票房
美国首周末收获4252万美圆，名列第一位。次周末收获2630万美元，位居第二位。中国首周三天票房接近3600万人民币列第三位，最终累计票房7443.8万。
| 上一届： 《警戒结束》 | 2012年美國週末票房冠軍 第39周 | 下一届： 《飓风营救2》 |